# Lake Koolivoo
Lake Koolivoo är en sjö i Australien. Den ligger i delstaten Queensland, omkring 1 400 kilometer väster om delstatshuvudstaden Brisbane. Lake Koolivoo ligger 76 meter över havet. Arean är 18,5 kvadratkilometer. Den sträcker sig 4,4 kilometer i nord-sydlig riktning, och 5,7 kilometer i öst-västlig riktning.
Omgivningarna runt Lake Koolivoo är i huvudsak ett öppet busklandskap. Trakten runt Lake Koolivoo är nära nog obefolkad, med mindre än två invånare per kvadratkilometer. Genomsnittlig årsnederbörd är 190 millimeter. Den regnigaste månaden är februari, med i genomsnitt 56 mm nederbörd, och den torraste är augusti, med 1 mm nederbörd.